# Faja (heráldica)

Ejemplo de faja heráldica.

En heráldica, se llama faja a una de las piezas del escudo que lo abraza de un lado al otro ocupando una tercera parte del mismo en su zona central. La faja representa el ceñidor con que se sujetaba el paladín la coraza a su cintura.
- La divisa es una faja reducida a la tercera parte de su latitud.
- El frangle es una faja reducida a la sexta parte de su anchura.
- Las burelas son diez o más fajas en número par disminuidas dos terceras partes de su anchura regular.
- Las gemelas o juntelas son fajas, palos, bandas, barras, sotueres, cruces y chevrones, que solo tienen una quinta parte de su anchura regular y puestos de dos en dos.[2]